# Zündzeitpunkt
Der Zündzeitpunkt kennzeichnet die Kurbelwellenstellung eines Verbrennungsmotors mit Fremdzündung (Ottomotor), bei der der Zündfunke an der Zündkerze ausgelöst wird. Er wird entweder in „Grad Kurbelwinkel vor OT“ (oberer Totpunkt = höchste Stellung des Kolbens im Zylinder) und damit als Zündwinkel oder seltener in „mm vor OT“ in Bezug auf den jeweiligen Kolben angegeben. In der Regel wird die Einstellung für alle Zylinder eines Motors anhand der Ausrichtung des ersten Zylinders vorgenommen.

## Optimaler Zündzeitpunkt
Der optimale Zündzeitpunkt hängt von der Drehzahl, dem Kolbendurchmesser und der Last (Menge des im Brennraum vorhandenen Kraftstoff-Luftgemisches, welches den Verdichtungsenddruck und damit die Ausbreitungsgeschwindigkeit der Flammfront bestimmt) ab. Zum einen muss das Vorhandensein eines zündfähigen Gemisches an der Zündkerze gewährleistet sein und zum anderen ist die Flammausbreitung zu beachten. Der maximale Zylinderdruck muss nach dem oberen Totpunkt liegen, da sonst gravierende Motorschäden auftreten können. Es würden unkontrollierte Verbrennungsvorgänge mit hohen Druck- und Temperaturspitzen entstehen, mitunter da der Kolben gegen die Druckwelle arbeiten müsste. Bei dieser klopfenden Verbrennung werden die Motorenbauteile, die den Brennraum bilden, – also Kolben, Zylinder und Zylinderkopf – sehr hoch mechanisch beansprucht, was zur Zerstörung des Motors führen kann.
Bei niedrigen Drehzahlen muss daher die Zündung spät erfolgen, d. h. der Kolben ist nah am OT. 
Da die Flammausbreitungsgeschwindigkeit von der Drehzahl unabhängig ist, wird der Zündzeitpunkt mit steigender Drehzahl nach Früh verlegt, d. h. weiter vor den OT. Es tritt nach wie vor ein Zündverzug vom Zündzeitpunkt bis zur Entflammung des Gemisches von etwa einer Millisekunde auf.
Diese Parameter bedingen ein komplexes Zündwinkelkennfeld, welches erst bei modernen, elektronisch gesteuerten Motoren in die Praxis umgesetzt werden konnte. Der Zündzeitpunkt liegt abhängig von der Drehzahl, der Last und des Arbeitsprinzips (Zweitakt oder Viertakt) zwischen 6° und 40° Kurbelwinkel vor OT.
Motoren mit statischer Zündung verfügen über nur einen Zündzeitpunkt. Hier muss eine Einstellung des Zündzeitpunktes gewählt werden, die bei niedrigen Drehzahlen genug Leistung erwirkt und bei hohen Drehzahlen unkontrollierte Verbrennungsvorgänge mit hohen Druck- und Temperaturspitzen vermeidet.
Bei modernen Motoren wird mit einer sogenannten variablen Zündung gearbeitet. Der Zündzeitpunkt verstellt sich automatisch bei niedrigen bis hohen Drehzahlen.

## Messung des Zündzeitpunkts
Der Zündzeitpunkt kann mit Hilfe einer Stroboskoplampe (Blitzlichtlampe) sichtbar gemacht werden. Dazu wird die Zündspannung kapazitiv, induktiv oder galvanisch von der Zündanlage abgegriffen und genau beim Zündzeitpunkt ein Blitz erzeugt. Die Kurbelwelle erscheint dem Betrachter stillzustehen; der Zündwinkel kann an der Verschiebung der OT-Markierung abgelesen werden.

## Korrektur des Zündzeitpunkts
Besonders bei modernen Motoren ist eine Veränderung des Zündzeitpunkts nur noch mit Hilfe einer Programmänderung am Motor-Management möglich. Diese Programmänderung kann durch Chiptuning (Austauschen des Mikrochips, der das Zündwinkelkennfeld enthält), Eingreifen in das vorhandene Motorsteuergerät mittels einer geeigneten Software oder durch ein Zusatzsteuergerät (piggyback box / tuning box) geschehen.
Bei Motoren, die noch über einen Zündverteiler verfügen, kann der Zündzeitpunkt durch leichtes Verdrehen des Zündverteilers korrigiert werden. Dieser wird meist von der Nockenwelle angetrieben. Der Zündzeitpunkt wird vom Zündunterbrecher (Unterbrecherkontakt) oder Hallgeber bestimmt. Da sich diese Bauteile im Verteiler befinden, wird der Zündpunkt durch Verdrehen des gesamten Verteilers eingestellt.
Speziell bei Motorrad-Motoren ist häufig kein Zündverteiler vorhanden. Die Steuerung des Zündzeitpunktes findet hier entweder über einen einzigen Unterbrecherkontakt (bei Ein- und Zweizylindermotoren) statt oder durch eine Impulsgeberspule. Ist die Impulsgeberspule oder der Unterbrecherkontakt zusammen mit der Lichtmaschine auf einer Platte montiert, kann der Zündzeitpunkt meist durch Verdrehen der kompletten Anordnung justiert werden. Motorrädern mit Vergasermotoren fehlt die Möglichkeit, die Motorlast zu bestimmen. Der Zündzeitpunkt wird dort nur drehzahlabhängig verstellt, nicht aber lastabhängig. Dadurch ist der Kraftstoffverbrauch deutlich höher als eigentlich notwendig. 
In einfachen Motoren, wie sie beispielsweise in Motorsägen zum Einsatz kommen, kann der Zündzeitpunkt nur durch Austauschen des Zündmoduls verändert werden, welches in neueren Geräten ebenfalls elektronisch arbeitet und über ein drehzahlabhängiges Zündwinkelkennfeld verfügt.